# Facultatea Calculatoare, Informatică și Microelectronică (Universitatea Tehnică a Moldovei)
Facultatea Calculatoare, Informatică și Microelectronică (FCIM) funcționează în cadrul Universității Tehnice a Moldovei și asigură pregătirea specialiștilor în domeniile de vârf ale științei și tehnicii contemporane – știința sistemelor și calculatoarelor, electronica și comunicații digitale, care constituie suportul societății informaționale.  

Misiunea facultății CIM este axată pe pregătirea specialiștilor de înaltă calificare cu o bună pregătire universitară și postuniversitară conform programelor de studiu moderne, competitivi pe piața muncii națională și internațională, în domeniile știința sistemelor și calculatoarelor, tehnologia informației, automatică, robotică și mecatronică, microelectronică, nanotehnologiilor și ingineriei biomedicale.

## File de istorie
Istoria facultății începe odată cu fondarea instituției publice Universitatea Tehnică a Moldovei, dar un reper esențial este considerat anul 1967 – formarea Facultății de Electrofizică. Printre reperele importante din istoria facultății se pot menționa următoarele:
- 1964 - Fondarea Institutului Politehnic din Chișinău pe baza facultăților tehnice ale Universității de Stat din Chișinău și Facultății de Electrificare a Institutului Agricol din Chișinău. Fondarea Facultății de Eletrotehnică.
- 1964 - Odată cu instituția s-a fondat catedra Automatică și Tehnică de Calcul (ATC) în cadrul facultății Electrotehnică.
- 1964 - Prin fondarea catedrei Electronică industrială a început pregătirea cadrelor inginerești în domeniul electronicii și microelectronicii în republică.
- 1965 - Fondarea specialității „Dispozitive Semiconductoare” (azi – „Microelectronica și nanotehnologii”)
- 1967 - Fondarea Facultății de Electrofizică, incluzînd specialitățile Automatica și Telemecanica și Dispozitive Semiconductoare.
- 1967 - Fondată în 1964 în cadrul facultății de Mecanică, catedra Mecanică Teoretică în 1967 este transferată la Facultatea de Electrofizică.
- 1968 - Fondarea specialității Construirea și Producerea Aparatajului Radioelectronic (Sisteme radioelectronice).
- 1974 - Se înființează catedra Tehnică de Calcul în toamna anului 1974, în urma divizării catedrei ATC
- 1974 - Se formează Catedra Microelectronică și Dispozitive Semiconductoare prin fuzionarea a două catedre: Electronică Industrială și Fizica Semiconductorilor și Dispozitivelor cu Semiconductori.
- 1978 - Fondarea specialității Calculatoare
- 1979 - Se întemeiază specialitatea Sisteme Automatizate de Conducere
- 1984 - Se întemeiază specialitatea Telecomunicații
- 1984 - Catedra Automatică și Telemecanică devine Automatică, Telemecanică și Sisteme de Conducere (ATSC)
- 1988 - Catedra ATSC se divizează în catedrele Automatică și Sisteme Automatizate de Conducere, ultima în scurt timp devine Sisteme Automatizate de Prelucrare a Informației și Conducere.
- 1987 - Formarea Facultății de Radioelectronică în baza programelor domeniului respectiv prezente în facultatea de Electrofizică
- 1989 - Catedra Matematica de Calcul și Programare se formează în baza disciplinelor generale ale catedrei Tehnică de Calcul.
- 1990 - Catedra Sisteme Automatizate de Prelucrare a Informației și Conducere se redenumește în Tehnologii Informaționale.
- 1993 - Institutul Politehnic din Chișinău a fost reorganizat în Universitatea Tehnică a Moldovei.
- 1994 - Redenumirea facultății de Electrofizică în Calculatoare, Informatică și Microelectronică
- 1994 - Catedra Științe Socio-Umane a fost creată în rezultatul comasării a trei Catedre: Istoria Românilor, Filosofie și Politologie.
- 1995 - Fondarea specialității Informatică și limbi moderne aplicate
- 1997 - Lansarea programului Tehnologii Informaționale de studiu în limba franceză și fondarea filierei francofone Informatique
- 2001 - Lansarea programului Tehnologii Informaționale de studiu în limba engleză și fondarea filierei anglofone Computer Science
- 2006 - Comasarea catedrelor Automatică și Tehnologii Informaționale în catedra Automatică și Tehnologii Informaționale
- 2006 - Lansarea programului Ingineria Sistemelor Biomedicale
- 2007 - Începând cu 2007 catedra ILMA (2000) portă denumirea de catedra Informatică Aplicată
- 2010 - Lansarea programului Managementul Informației
- 2011 - Lansarea programului Securitate Informațională
- 2012 - Catedra Microectronica și Dispozitive Semiconductoare devine Catedra Microelectronică și Inginerie Biomedicală
- 2016 - În rezultatul reorganizării și unificării unor catedre Facultatea va cuprinde:
  - Departamentul Informatică și Ingineria Sistemelor
  - Departamentul Ingineria Software și Automatică
  - Departamentul Microelectonică și Inginerie Biomedicală
  - Departamentul Științe Socio-Umane
  - Departamentul Mecanică Teoretică (din 2019 se comasează cu departamentul Fizică al facultății Electronică și Telecomunicații, Universitatea Tehnică a Moldovei)
- 2017 - Lansarea programului Robotică și Mecatronică
- 2017 - Lansarea programului Ingineria Software;  trecerea Filierei Anglofone pe noul program.
- 2018 - Lansarea programului de master Tehnologia Informației pentru Afaceri
- 2018 - Lansarea programului de master Securitate Informațională

### Decanii facultății
1. Aurel Marinciuc, conf. univ. dr. (1967-1969, 1967-1969: decan facultatea Mecanică)
2. Ion Samusi, prof. univ. dr. (1969-1980, 1981-1993: prorector studii la Universitatea Tehnică a Moldovei)
3. Vitalie Tîrziu, conf. univ. dr. (1980-1985, 1964-1975: prorector studii la Universitatea Tehnică a Moldovei)
4. Boris Chirilenco, conf. univ. dr. (1985-1987, 1987-1993: decan al facultății Radioelectronică)
5. Victor Șontea, prof. univ. dr. (1987-2004, 2004-2020: șef departament Microelectronică și Inginerie Biomedicală)
6. Ion Balmuș, conf. univ. dr. (2004-2019)
7. Dumitru Ciorbă, conf. univ. dr. (2019-prezent, 2016-2019: șef departament Ingineria Software și Automatică)

## Structura facultății
Departamentul este o subdiviziune a universității cu caracter didactico-științific, constituit pe grupuri de discipline circumscrise unui domeniu bine delimitat al științei, prin urmare facultatea cuprinde patru departamente:
- Departamentul Informatică și Ingineria Sistemelor
- Departamentul Ingineria Software și Automatică
- Departamentul Microelectonică și Inginerie Biomedicală
- Departamentul Științe Socio-Umane

## Centre științifice
- Centrul Nanotehnologii și Nanosenzori
- Centrul Național de Suport a Securității Nucleare
- Centrul Național de Inginerie Biomedicală
- Centrul de Cercetare și Instruire în Domeniul Securității Cibernetice

## Studii
La facultatea CIM studiile se efectuează în limbile română, franceză (Tehnologia Informației), engleză (Ingineria Software) și rusă; la 10 programe de licență și 7 de master. Durata studiilor la ciclul 1 (licență) este de patru ani pentru deținătorii diplomelor de bacalaureat și absolvenții colegiilor; și cinci ani – pentru absolvenții școlilor medii de cultură generală (raionale de Est ale Republicii Moldova), precum și pentru studiile cu frecvență redusă la programele Calculatoare și rețele și Tehnologia Informației. Pentru programele inginerești de master durata este stabilită la 1,5 ani, pentru celelalte de 2 ani. 

### Programe de licență - Ciclul 1
1. Calculatoare și Rețele
2. Microelectronică și Nanotehnologii
3. Robotică și Mecatronică
4. Tehnologia Informației
  - Tehnologia Informației (Filiera Francofonă)
5. Ingineria Software (Filiera Anglofonă)
6. Automatica și Informatica
7. Ingineria  Biomedicală
8. Informatica Aplicată (3 ani)
9. Managementul Informației (3 ani)
10. Securitate Informațională

### Programe de master - Ciclul 2
1. Managementul Aplicațiilor Informaționale (2 ani)
2. Inginerie Biomedicală
3. Microelectronica și Nanotehnologii
4. Calculatoare și Rețele Informaționale
5. Tehnologii Informaționale
6. Tehnologia Informației pentru Afaceri (2 ani)
7. Securitate Informațională

## Pagini oficiale
- Universitatea Tehnică a Moldovei - site oficial
- Facultatea Calculatoare, Informatică și Microelectronică - site oficial